# 2045
L'any 2045 (MMXLV) serà un any comú que començarà en dissabte segons el calendari gregorià, l'any 2045 de l'era comuna (CE) i Anno Domini (AD), el 45è any del tercer mil·lenni, el 45è any del segle xxi, i el sisè any de la dècada del 2040.

## Esdeveniments previstos
Països Catalans
Resta del món
- 12 d'agost - Un eclipsi solar es produirà des del nord de Califòrnia fins a Florida.[1]
- El futurista Ray Kurzweil prediu una singularitat tecnològica per al 2045, és a dir, un cicle de recursiu auto-millora de màquines intel·ligents, que provoca un desenvolupament tecnològic explosiu.[2]
- Basat en les idees de Ray Kurzweil, la revista "Time" prediu que els humans seran immortals per aquest any.[3]
- Les projeccions demogràfiques "preveuen que la població d'Egipte superi aquest any a Rússia", segons Niall Ferguson.[4]
- Dues de les ciutats més grans del Japó - Tòquio i Osaka estaran connectades per una ruta directa d'alta velocitat.[5]
- Segons un estudi de la NASA de 2003, una missió tripulada i la posterior colonització de la Lluna de Júpiter podrien ser possibles al llarg d'aquest any.[6]

## Naixements
Països Catalans
Resta del món

## Necrològiques
Països Catalans
Resta del món